# مايكل كول (ممثل)
مايكل كول (بالإنجليزية: Michael Cole)‏ (و. 1940 – م) هو ممثل، وممثل أفلام، من الولايات المتحدة الأمريكية، ولد في ماديسون، ويسكنسن.

## وصلات خارجية
- مايكل كول على موقع IMDb (الإنجليزية)
- مايكل كول على موقع أول موفي (الإنجليزية)
- مايكل كول على موقع قاعدة بيانات الأفلام السويدية (السويدية)
- مايكل كول على موقع إن إن دي بي (الإنجليزية)
- مايكل كول على موقع قاعدة بيانات الفيلم (الإنجليزية)